# Bengt Johan Holmlin
Bengt Johan Holmlin (i riksdagen kallad Holmlin i Rabbalshede), född 27 maj 1822 i Tanums församling, död 18 april 1866 i Stockholm (folkbokförd i Rabbalshede, Kville församling), var en svensk politiker. Han företrädde bondeståndet i Kville, Vette, Tanums och Bullarens härader vid ståndsriksdagarna 1859/60, 1862/63 och 1865/66.